# راجر بابسون
راجر وارد بابسون (Roger Ward Babson) (زادهٔ ۶ ژوئیه ۱۸۷۵ – درگذشتهٔ ۵ مارس ۱۹۶۷)، کار آفرین، اقتصاددان و نظریه‌پرداز کسب‌وکار آمریکایی در نیمه اول قرن بیستم میلادی بود. وی بیشتر بخاطر بنیانگذاری کالج بابسون شناخته می‌شود. وی کالج ویبر، حالا دانشگاه بین‌المللی ویبر، در بابسون پارک، فلوریدا و کالج یوتوپیا (که حالا وجود ندارد) در یوریکا، کانزاس را نیز بنیان گذاشت.
والدین بابسون، ناتانیل بابسون و ایلن استرنز نام داشته و متعلق به ۱۰امین نسل خانواده بابسون بودند که در گلوکستر، ماساچوست زندگی می‌کردند. راجر در مؤسسه فناوری ماساچوست آموزش دیده و در چندین بنگاه سرمایه‌گذاری مشغول خدمت شد تا اینکه سازمان آمار بابسون (۱۹۰۴ میلادی) را تأسیس نمود، سازمانی که گزارش‌های بازار ارز و کسب‌وکار را تجزیه و تحلیل می‌کرد؛ این سازمان تا امروزه تحت نام شرکت سهامی بابسون-یونایتید فعالیت می‌نماید.
بابسون در ۲۹ مارس ۱۹۰۰ با همسر اول خود گریس مارگاریت نایت ازدواج کرد اما وی در ۱۹۵۶ میلادی وفات نمود. در ۱۹۵۷ میلادی، وی برای بار دوم با نونا ام. دوهرتی ازدواج نمود، اما وی نیز در ۱۹۶۳ میلادی درگذشت. بابسون در ۱۹۶۷ میلادی وفات نمود.

## کار روی نظریه مالی
به عنوان یک سرمایه‌گذار، موفقیت بابسون مبتنی بر نظریات غیر ارتدکسی از عملکرد بازار بود. براساس یادداشت زندگی‌نامه‌نویس وی جان مولکرن، بابسون چرخه کسب‌وکار را «به قانون کنش و واکنش آیزاک نیوتن» نسبت می‌داد… «(با یک) مفهوم شبه‌علم از اینکه جاذبه می‌تواند برای تشریح تحرکات در بازارهای سهام استفاده گردد.» فن‌های که وی برای پیشبینی بازار بکار می‌برد، با جزئیات کامل در مقاله‌های در مجله تریدرز ولد و بنیاد گراویتی ریسرچ که وی بنیانگذاری نموده بود، شرح داده شده‌اند.
وی با کسب مدرک مهندسی از مؤسسه فناوری ماساچوست فارغ‌التحصیل گردید. هنگامی که هنوز دانشجوی کالج بود، از رئیس کالج درخواست نمود تا یک دوره آموزشی کسب‌وکار نیز شامل برنامه درسی گردد که منتج به معرفی دوره آموزشی بنام «مهندسی کسب‌وکار» شد. برنامه مهندسی کسب‌وکار در نهایت توسعه یافته و امروزه به یکی از برنامه‌های پیشگام در مدیریت ارشد کسب‌وکار (MBA) مبدل شده‌است.
بابسون بیش از هشت کتاب در مورد مسائل اقتصادی و اجتماعی نوشت که پر خواننده‌ترین آن کتاب بارومترهای کسب‌وکار (هشت نسخه) و کتاب بارومترهای کسب‌وکار برای سود، امنیت و درآمد (۱۰ نسخه) بود. بابسون همچنین صدها مقاله در مجله و ستون در روزنامه نوشته‌است. وی یکی از سخنران‌های مشهور در بخش کسب‌وکار و روندهای مالی بود.
بابسون بعضاً به عنوان مدیر ارشد چندین شرکت سهامی خدمت نموده و یک سرمایه‌گذار بود، از جمله سرمایه‌گذاری در بورس نیویورک. وی شرکت مشاوره سرمایه‌گذاری بابسونز ریپورتس را بنیان گذاشت، شرکتی که یکی از نخستین روزنامه سرمایه‌گذاری را در ایالات متحده منتشر کرد.

### ده فرمان سرمایه‌گذاری بابسون
بابسون «ده فرمان» داشت که خود هنگام سرمایه‌گذاری از آن پیروی می‌کرد و خوانندگان خود را نیز به پیروی از آنها تشویق می‌نمود. این فرمان‌ها عبارت بودند از:
1. گمانه‌زنی و سرمایه‌گذاری را از هم تفکیک کنید.
2. نگذارید یک نام شما را احمق نماید.
3. مواظب پیشرفت‌های جدید باشید.
4. به توانایی بازار بقدر کافی توجه داشته باشید.
5. بدون دانستن حقایق درست، خریداری نکنید.
6. با تنوع خریداری‌ها، از خریدارهای تان محافظت کنید.
7. سعی نکنید با خرید سهام مختلف همان شرکت تنوع ایجاد کنید.
8. شرکت‌های کوچک باید به دقت مورد بررسی قرار گیرند.
9. به اندازه کافی سهام بخرید، نه به تعداد بسیار زیاد.
10. معامله‌کننده خود را انتخاب نموده و به‌طور قطعی خریداری کنید (با وجه تضمین اولیه خریداری نکنید).[۴]

وی در ۵ سپتامبر ۱۹۲۹ یک سخنرانی ایراد نموده و در آن به صراحت اعلام نمود که، «چه زودتر یا چه دیرتر، یک بحران مالی آمدنیست و ممکن است خیلی وحشتناک باشد». در اواخر همان روز، بازار بورس حدود ۳٪ تنزیل نمود. این رویداد بنام «شکستن بابسون» معروف شد. سقوط وال‌استریت در ۱۹۲۹ و رکود بزرگ بزودی متعاقباً اتفاق افتاد.

## نقش در توسعه اندروز پیچفورک
بابسون زمانی که با استاد مهندسی جرج اف. اسوین کار می‌کرد، یادگرفت تا یک خط اسمی روی اقدامات زیگزاگی بازار در چارت‌های که توسط استاد تهیه شود بود ترسیم نماید و بعدتر این فن خود را به الن اچ. اندروز یاد داد، کسی که بیشتر روی این فن کار کرده و آنرا بنام «اندروز پیچفورک» معرفی کرد و حالا به‌طور معمول به عنوان یکی از معرف‌های روند صعودی و نزولی بازار مورد استفاده قرار می‌گیرد.

## حرفه سیاسی
بابسون نامزد حزب مخالف مصرف الکل در انتخابات ۱۹۴۰ ریاست جمهوری ایالات متحده بود. اما برنده این انتخابات، متصدی رئیس‌جمهور فرانکلین دلانو روزولت از حزب جمهوری‌خواه بود. دو نامزد ناموفق ریاست جمهوری نیز از بابسون پیشی گرفتند:
- وندل لوئیس ویلکی از حزب جمهوری‌خواه
- نورمان ماتون توماس از حزب سوسیالیست ایالات متحده آمریکا

## نقش در توسعه پارکومتر
در اواخر دهه ۱۹۲۰ میلادی، بابسون چندین حق اختراع برای پارکومتر را بنام خود ثبت کرد. آنگونه که پیشنهاد شده بود، این مترها با استفاده از باتری خودروهای پارک شده کار می‌کرد و مستلزم یک اتصال برق از خودرو به متر بود. در ۱۹۳۲ میلادی، کارل مگی روی ساخت پارکومتر کار کرد و چون پارکومتر وی نخستین ابزاری بود که برای استفاده واقعی در ژوئیه ۱۹۳۵ در شهر اکلاهما نصب گردید، مگی به عنوان مخترع پارکومتر شناخته می‌شود.

## تأسیس بنیاد تحقیقات گرانشی
بابسون تحقیقات گرانشی را در ۱۹۴۸ میلادی تأسیس کرد. این بنیاد یک مرکز پژوهشی در شهرک نیوبوستون، نیوهمپشایر تأسیس کرد و این تصمیم پس از آن گرفته شد که از نظر بابسون این موقعیت به حد کافی از شهر بوستون، ماساچوست فاصله داشت و در صورت وقوع حمله هسته‌ای جان سالم خواهد برد.

## علاقه به آیزاک نیوتن
بابسون در کل دوران زندگی خود علاقه قوی نسبت به آیزاک نیوتن داشت، به‌ویژه پس از دانستن اینکه «نیوتن بخش عملی را با بخش نظری ترکیب کرده بود»، همانند نحوه‌ای که بابسون قانون سوم نیوتن را در حوزه مالی بکار برده بود. همسر بابسون، گریس بابسون، نیز علاقه فراوانی به نیوتن داشت و با گذشت سالها، وی ترجمه‌ها، نسخه‌ها و نظریات مختلف از بسیاری کارهای نیوتن را گردآوری نموده بود. در آن دوران، گردآوری کلکسیون بزرگ از نوشته‌های علمی خیلی کار راحت بودن، چون گردآورندگان کتاب نسبت به امروز ارزش کمتری به آن قائل بودند. با بهتر شدن وضع مالی، گریس حتی توانست این کلکسیون خود را بهبود بخشیده و حدود بیش از ۱٬۰۰۰ نسخه از کارهای نیوتن را گردآوری نماید که در آن زمان بزرگترین منبع در ایالات متحده محسوب می‌گردید. کلکسیون کالج بابسون در ۱۹۹۵ میلادی به کتابخانه بورندی در مؤسسه فناوری ماساچوست و در ۲۰۰۶ میلادی به کتابخانه هانتینگتون در سان مارینو، کالیفرنیا به عاریت داده شد تا از آن برای اهداف پژوهشی استفاده گردد.
در میان کتابخانه سر آیزاک نیوتن (حالا بنام توماسو هال یاد می‌گردد) و مرکز ثبت‌نام لندر، بقایای از همان درختان اصلی است که گفته می‌شود الهام بخش نظریه جاذبه نیوتن بوده‌اند. گریس همچنین اتاق مهمانخانهٔ که نیوتن برای آخرین بار در آنجا بودوباش داشت را نگه می‌داشت و پس از انهدام آن، وی مشابه آنرا در بابسون پارک ساخت.

## «تخته سنگ‌های بابسون» در داگ‌تاون، ماساچوست
بابسون به تاریخ یک دهکده متروکه در گلاستر که بنام داگ‌تاون معروف بود، علاقه داشت. برای کمک مالی خیرخواهانه به سنگ‌شکن‌های بیکار در گلاستر در جریان رکود بزرگ، بابسون به آنها وظیفه داد تا نوشته‌های الهام‌بخش را در روی تقریباً دو دوجین تخته‌سنگ، واقع در حومه داگ‌تاون کامن، حکاکی نمایند.